# Rhomborista devexata
Rhomborista devexata är en fjärilsart som beskrevs av Walker 1861. Rhomborista devexata ingår i släktet Rhomborista och familjen mätare. Inga underarter finns listade.